# Ali-Mausoleum

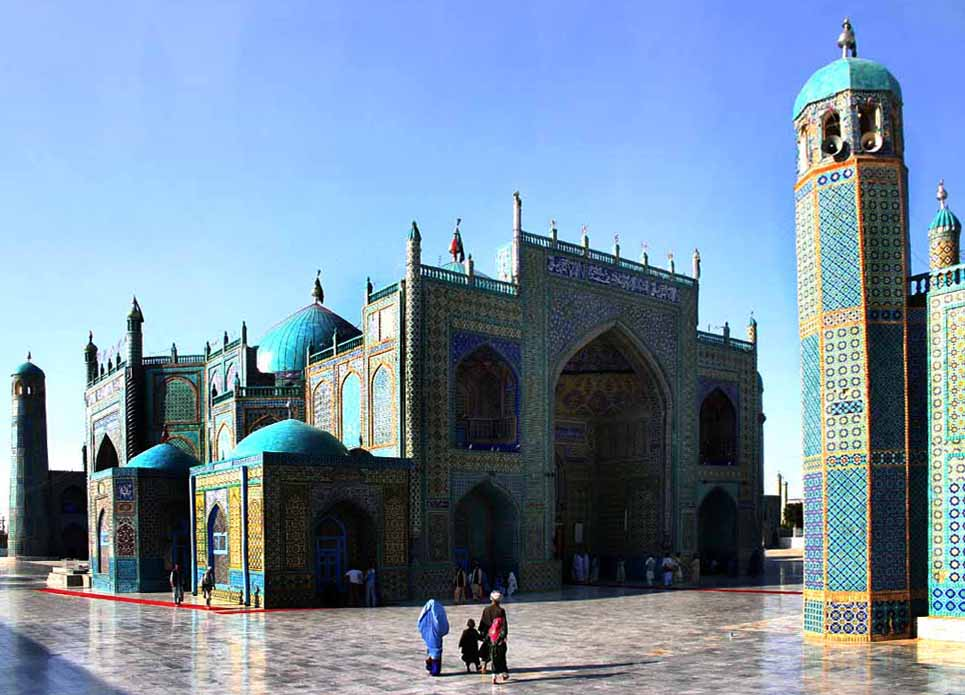
Ali-Mausoleum in Masar

Das Ali-Mausoleum in Masar-e Scharif (Provinz Balch) aus dem 15. Jahrhundert, auch Blaue Moschee oder Rauza, gilt (hauptsächlich in der afghanischen Bevölkerung selbst) als Begräbnisstätte des ʿAlī ibn Abī Tālib, des Schwiegersohns Mohammeds und einer der wichtigsten Persönlichkeiten des Islam. Masar-e Scharif ist persisch und bedeutet „Schrein des Edlen“. Das imposante Mausoleum des Heiligen gehört zu den schönsten Moscheen der Welt und ist die bedeutendste Wallfahrtsstätte Afghanistans.
Unter Historikern ist es aber höchst umstritten, ob ʿAlī ibn Abī Tālib, der erste Imam der Schiiten, tatsächlich in dieser Gegend begraben ist. Überdies existiert eine Heiligenlegende schon aus vorislamischer Zeit, denn es wird auch vermutet, dass es sich hierbei ursprünglich um die Begräbnisstätte des altpersischen Propheten Zarathustra handele, der hier möglicherweise lebte und wirkte. Demgegenüber gilt die Imam-Ali-Moschee in Nadschaf im Irak als Begräbnisstätte des ʿAlī ibn Abī Tālib.

## Lage

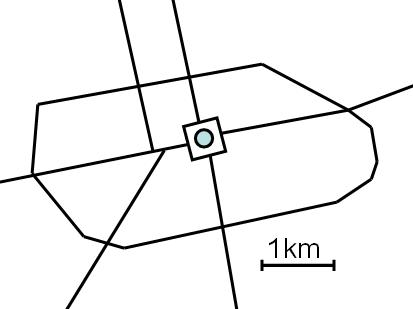
Lage der Moschee in der Stadt

Das Ali-Mausoleum ist eine zentral in Masar-e Scharif gelegene Moschee, von der aus die vier wichtigsten Zubringerstraßen der Stadt in die Vororte führen. In der unmittelbaren Nähe führt eine quadratische und in etwas weiterer Entfernung eine ovale Ringstraße um die Moschee, die dem Stadtplan von Masar-e Scharif sein charakteristisches Bild verleihen.

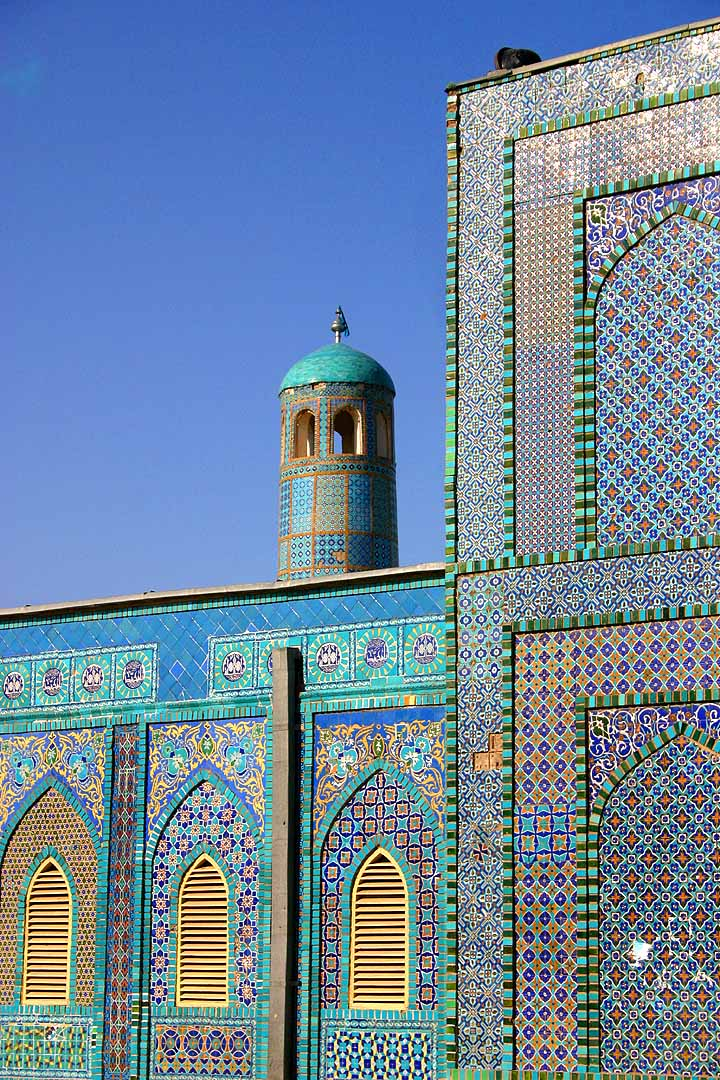
Bildausschnitt Ali-Mausoleum
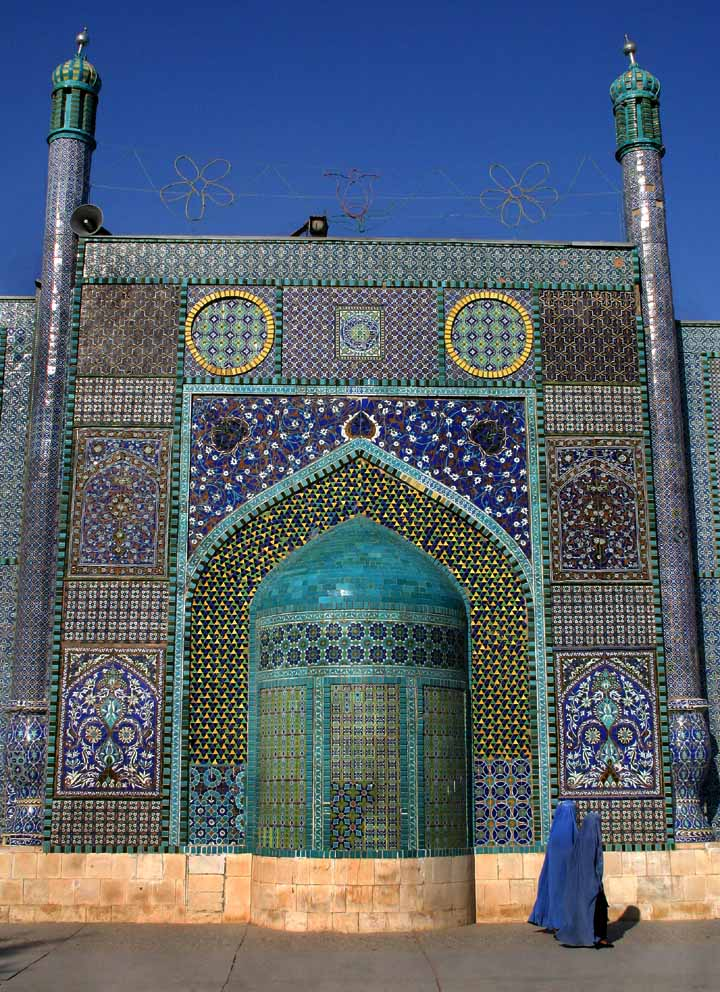
Das Ali-Mausoleum ist auch als Blaue Moschee von Masar bekannt
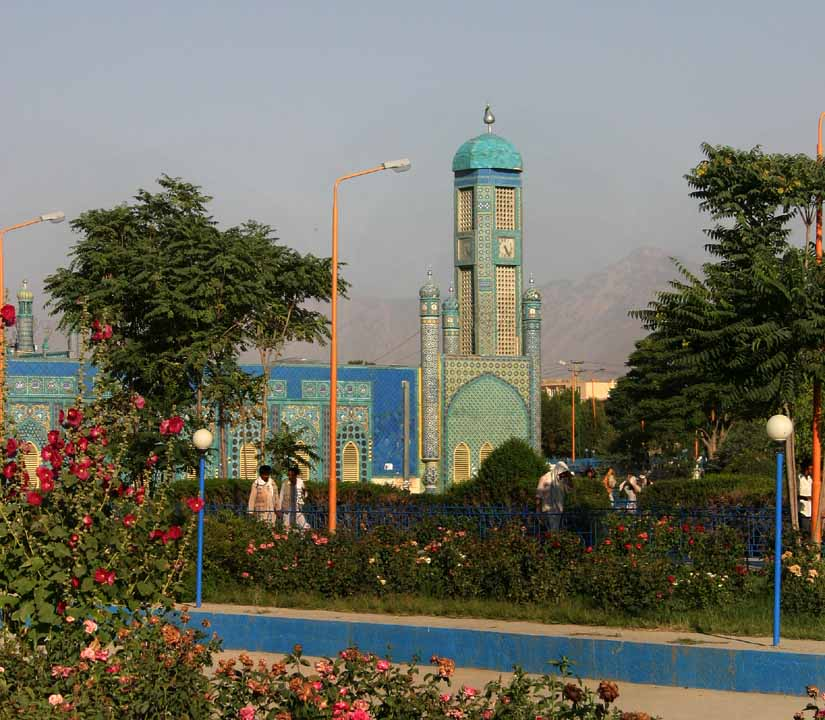
Das Mausoleum ist von einer farbenfrohen Grünanlage umgeben. Im Hintergrund erkennt man das staubige Marmol-Gebirge